# 盲䰾
盲䰾（学名：Caecobarbus geertsi），又名瞎眼魮，為輻鰭魚綱鯉形目鯉科的其中一種，被IUCN列為次級保育類動物，分布於非洲剛果民主共和國，體長可達12公分，棲息在洞穴中，屬肉食性，以甲殼類等為食，可做為觀賞魚。